# Rhyacophila fasciata
Rhyacophila fasciata är en nattsländeart som beskrevs av Hagen 1859. Rhyacophila fasciata ingår i släktet Rhyacophila och familjen rovnattsländor. Arten är reproducerande i Sverige.

## Underarter
Arten delas in i följande underarter:
- R. f. aliena
- R. f. denticulata
- R. f. kykladica
- R. f. libanica
- R. f. mysica

## Bildgalleri

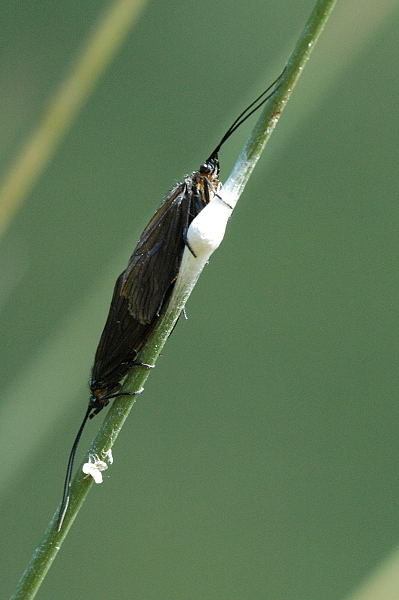
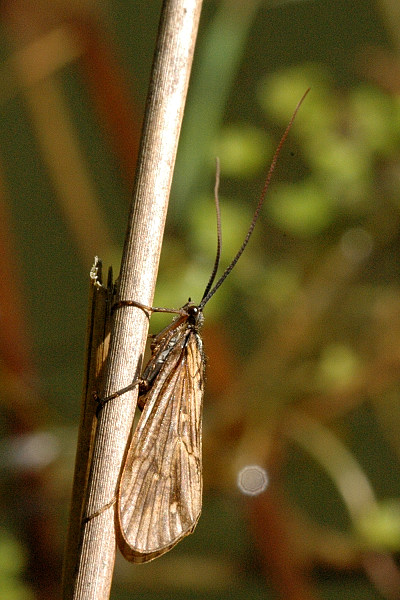
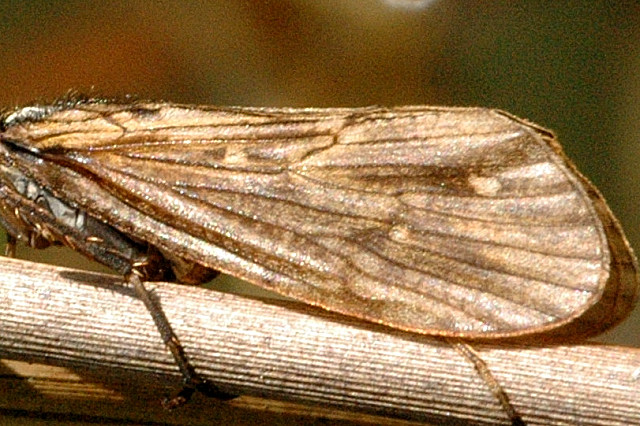